# Ost
Pour les articles homonymes, voir Host et OST.
Ne doit pas être confondu avec Ober Ost.
 (janvier 2021).
Si vous disposez d'ouvrages ou d'articles de référence ou si vous connaissez des sites web de qualité traitant du thème abordé ici, merci de compléter l'article en donnant les références utiles à sa vérifiabilité et en les liant à la section « Notes et références ».

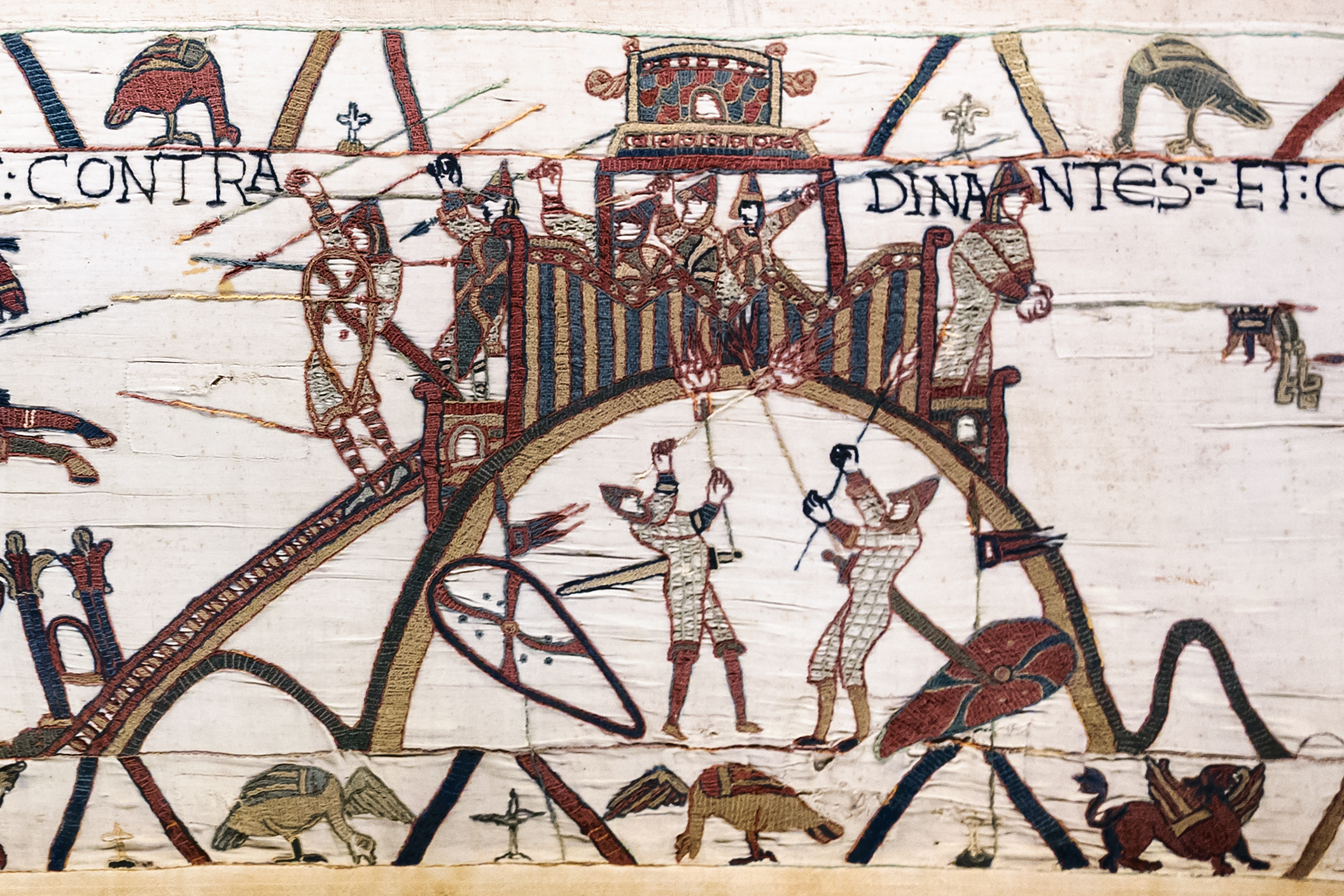
La tapisserie de Bayeux illustre l'ost en action dans les guerres du Moyen Âge.

Le terme ost ou host désignait l'armée en campagne à l'époque féodale et le service militaire que les vassaux devaient à leur suzerain au Moyen Âge. Dès le haut Moyen Âge, le service d'ost ou ost s'imposait à tous les hommes libres (« homines liberi »), vassaux, vavasseurs, jusqu'à une partie des vilains.

## Étymologie
Le mot « ost », nom masculin, apparu vers 1050 dans la langue d'oïl, trouve son origine dans le mot latin « hostis » (ennemi, qui donna « hostile »), puis, par extension, « armée ennemie », et enfin « armée », terme qui le remplacera progressivement, le faisant tomber en désuétude. Au XVIIe siècle, Jean de La Fontaine l'utilise encore, comme figure de style dans ses Fables :

« […] on vit presque détruit

L’ost des Grecs, et ce fut l'ouvrage d'une nuit. »

— Jean de La Fontaine, « Le Fermier, le Chien et le Renard », Fables, XI, 3.
La même racine latine a donné les mots roumains oaste (armée), par une modification phonétique historique, la diphtongaison de [o] latin en [o̯a], et a oști (mener la guerre, lutter).

## Les origines de l'organisation militaire médiévale
La chute de l'Empire romain d'Occident en 476 a entraîné de profonds bouleversements dans l'organisation militaire des nouveaux États qui se sont constitués sur ses ruines, à la suite des invasions barbares. Aux légions romaines, armée permanente sous les ordres de l'empereur va succéder un nouveau type d'armée, non permanente, l'armée médiévale (ou ost).
La tradition germanique est de convoquer tous les hommes libres au plaid et à la guerre ; en contrepartie il ne reçoit pas de solde, car la compensation est espérée dans le butin. Charlemagne tente de codifier les modalités de convocation à l'ost et la composition de cette armée. Ceux qui ne sont pas venus à l’ost payent le hériban (un capitulaire de 805 le fixe à 60 sous pour un homme possédant 6 livres de biens et 30 sous pour celui qui possède 3 livres, cela revient à lui faire payer la moitié de sa fortune). S'il ne peut payer, celui qui n'a pas répondu à l'ost est réduit en esclavage. Les guerriers sont convoqués par l'intermédiaire des comtes, des grands ecclésiastiques et aussi au nom du lien vassalique que Charlemagne généralise entre lui et les grands de l'Empire.
L'ost est convoqué en même temps que le plaid général, en mars, puis en mai (époque où la maturité des herbages permet d'assurer l'alimentation des chevaux).
Le texte de la convocation de l'abbé Fulrad de Saint-Quentin et de ses vassaux en 806 permet de préciser l'équipement requis pour les cavaliers convoqués par Charlemagne : écu (scutum) rond ou ovale, lance (lancea) de 2 mètres en bois de frêne et pointe en fer acérée, épée longue (spata) en fer à double tranchant, épée courte (semispata), gardé au ceinturon pour le combat à pied, un arc et carquois (de 24 flèches).
Il va en résulter à l'époque féodale, avec l'affaiblissement de l'autorité royale, une multitude de petites armées seigneuriales — chaque seigneur disposant librement de ses propres forces, recrutées parmi ses vassaux — qui se regroupent à l'appel du roi pour former l'« ost royal » (armée royale).

## L'armée médiévale dans le droit féodal
Pendant le haut Moyen Âge, le terme désigne le service militaire dû par tous les hommes libres. Ainsi, dans le droit féodal, le roi ou le seigneur publiait son ban de guerre et convoquait ses vassaux sous sa bannière et à son « ost » (armée), non seulement lorsque le pays était envahi ou l'intérêt général mis en jeu, mais aussi pour les guerres privées, « car le plus pressant des problèmes qui s’imposaient alors aux classes dirigeantes était beaucoup moins d’administrer, durant la paix, l’État ou les fortunes particulières que de se procurer les moyens de combattre ».
Les hommes d'armes servaient pour un temps déterminé (de quarante à soixante jours). Le seigneur pourvoyait sa troupe en armes, en munitions et en vivres. S'ils étaient eux-mêmes chevaliers ou barons, les vassaux emmenaient avec eux leurs soldats. Quiconque désobéissait devenait félon et, comme tel, était privé de son fief (commise).
Ce pouvoir de « ban » dont disposait le seigneur était l'un des rouages essentiels de la féodalité, car il permettait à celui-ci non seulement d'ordonner, mais également de contraindre et de châtier. C'était donc l'un des fondements de son autorité. Dans les appels faits pour le service militaire, on distinguait le ban proprement dit, composé des vassaux directs, convoqués par le roi ou le seigneur lui-même, et l'arrière-ban, composé des vassaux des vassaux convoqués par leurs propres suzerains.

## Évolution de l'ost avec celle de la stratégie militaire
Au VIIIe siècle, avec l'avènement des Carolingiens, on assiste à une mutation de l'art militaire des Francs, la cavalerie commençant à prendre le pas sur l'infanterie, grâce à l'introduction de l'étrier. Les progrès de la métallurgie permettent de créer des armes plus solides, mais aussi plus coûteuses, donc réservées à l'élite. Le coût plus élevé de l'équipement, limite ainsi la levée des hommes aux plus riches, si bien que l'armée tend en quelque sorte à se professionnaliser, préfigurant la future chevalerie. Ces changements permettront la victoire aux batailles de Toulouse et de Poitiers, ce qui permit de réduire la menace des Sarrasins.
Ce type d'armée connaîtra son apogée avec l'apparition, dans le dernier tiers du Xe siècle, de la chevalerie — qui distingue le noble chevalier combattant à cheval, du paysan, soldat d'infanterie ou artilleur — et son développement à partir du XIe siècle. L'institution des dignités de maréchal de France et de connétable, destinées à récompenser les actions de bravoure des plus fidèles compagnons du roi au cours de ses campagnes militaires, viendront parachever cette organisation militaire médiévale.

## La disparition de l'ost et la constitution des armées modernes
À partir du XIIe siècle, le vassal peut s'affranchir du service militaire en payant l'écuage à son suzerain, ce dernier utilisant cette taxe pour s'offrir le service occasionnel de mercenaires (appelés routiers à cette époque) afin d'épauler l'ost (cas fréquent pour l'ost royal).
À partir du XIVe siècle, la nature de la guerre changeant, avec l'apparition de nouvelles armes — arbalètes, artillerie — on assiste à la création de véritables compagnies de mercenaires, composées de soldats professionnels, qui s'engagent pour le compte du plus offrant. Le lien qui unissait le seigneur et ses vassaux dans l'ost s'estompe progressivement, en même temps que le système féodal se transforme.
On doit à Charles VII la constitution de la première armée de métier permanente en Europe, par la grande ordonnance de 1445 (précisée par d'autres ultérieures en 1446 et 1448) qui crée les compagnies d'ordonnance pour former la cavalerie de l'armée de campagne. Sont alors créées 15 compagnies de 100 lances, une lance étant un groupe de 6 hommes : un homme d'armes, qui dirige la lance, un coutilier, trois archers et un page. Les pages n'étant pas des combattants cela forme une armée permanente de 9000 hommes dont 7500 combattants. Le nombre de compagnies, ainsi que la composition de la lance évoluera selon les époques. En parallèle, sont créées les troupes dites de petite ordonnance, mais qu'on appellera rapidement mortes-payes. Formées elles aussi autour de la lance (quoique réduite à 3 combattants et un valet et privées de leurs chevaux), elles ont pour tâche de servir de garnison dans les places fortes, à leur création elles sont 900 lances soit 3 600 (2 700 combattants). Le successeur de Charles VII, Louis XI rajoutera en 1481 les bandes françaises ou bandes de Picardie, d'environ 12 000 fantassins, en remplacement des francs-archers (lesquels étaient une milice et non une armée de métier). L'innovation est non seulement d'avoir des troupes permanentes en lieu et place d'une armée mobilisée à la demande ou de mercenaires, mais également que celles-ci sont directement sous l'autorité du roi et pas de ses vassaux, ce qui modifie totalement le rapport de force avec ceux-ci.
Il existait aussi dans les villes un service de guet, qui était chargé de surveiller les alentours du haut des tours ou des remparts. À titre d'anecdote, voici la composition du « guet » d'Orléans, en mars 1566, avec le nombre d'hommes et les soldes correspondantes :
- 1 chevalier (ou écuyer) à 1 200 livres par an ;
- 1 lieutenant à 250 livres par an ;
- 8 archers à 100 livres soit 800 livres par an ;
- 22 archers à 50 livres soit 1 100 livres par an ;
- 1 greffier à 150 livres par an.

Soit 33 hommes, et une dépense, pour la ville, de 3 500 livres par an. En juillet 1563, est nommé pour commander ce corps Rolland de Sémellon, écuyer, homme d'armes de la compagnie de M. de Cypierre, gouverneur de la ville.
On peut s'en faire une idée au travers de certaines chroniques du temps :

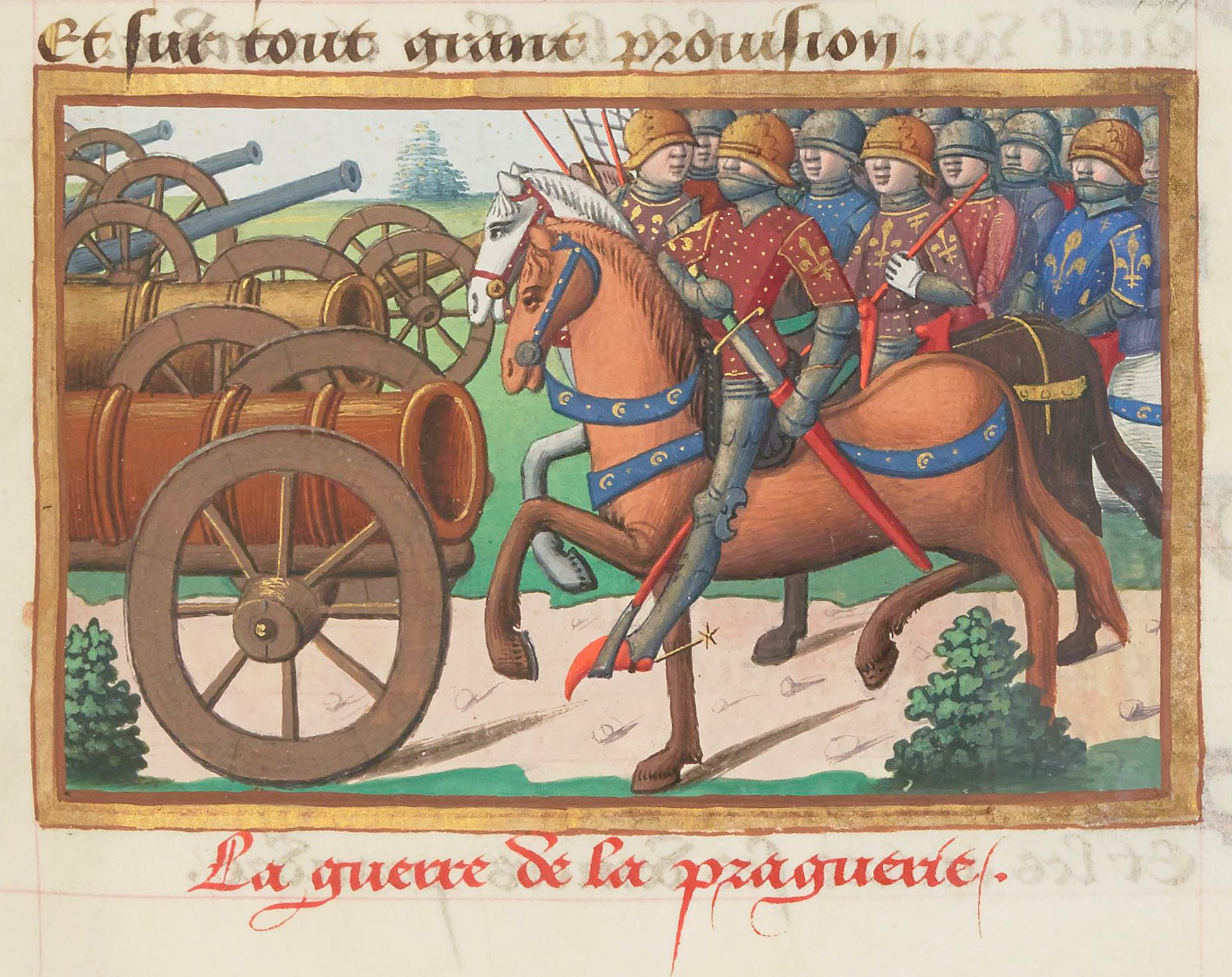
Miniature issue du manuscrit de Martial d'Auvergne, Les Vigiles de Charles VII, vers 1484, BNF.

La réforme militaire de 1439, d'après un poète contemporain :
| Les Vigiles de Charles VII |
| « L'an mil quatre cent trente neuf Le feu roi si fit les gens d'armes Vêtir et habiller de neuf, Car lors étoient en pauvres termes. |
| Les uns avoient habits usés Allant par pièces et lambeaux Et les autres tout déchirés Ayant bon besoin de nouveau.                   |
| Si les monta et artilla, Le feu roi selon son désir, Et grandement les rhabilla Car en cela prenoit plaisir. »                       |
| Martial d'Auvergne (1439) |

De manière similaire, l'Espagne, sous l'impulsion de Gonzalve de Cordoue se dote d'une armée professionnelle : des régiments d'infanterie composés de piquiers, épéistes avec boucliers et arquebusiers, qui deviendront les redoutables tercios sous Charles Quint.
Sous le roi Gustave II Adolphe, la Suède va également se doter d'une armée permanente, recrutée par conscription pour faire face à son engagement dans la guerre de Trente Ans.
Il faut toutefois noter que ces changements ne marquent pas du tout la fin de l'emploi de mercenaires, lequel va même encore s'amplifier étant donné la tendance à voir des effectifs plus grands de part et d'autre lors des batailles, mais en revanche on peut bel et bien parler de la fin de l'ost médiéval.